# Umaro Embaló
Umaro Embaló (Bissau, 6 maggio 2001) è un calciatore portoghese, attaccante del Vitória Guimarães in prestito dal Fortuna Sittard.

## Caratteristiche tecniche
Gioca come attaccante, abile in velocità e nel dribbling, predilige il ruolo di esterno d'attacco dove può ricoprire entrambe le fasce di gioco.

## Carriera

### Club

#### Giovanili al Benfica
Cresciuto nel settore giovanile del Benfica, dal 2018 al 2022 totalizza 59 presenze e 6 reti con la squadra riserve delle Águias.

#### Fortuna Sittard e vari prestiti
Il 31 agosto 2022 viene acquistato dal Fortuna Sittard, firmando un contratto quadriennale. Ha esordito in Eredivisie il 17 settembre seguente, disputando l'incontro vinto per 1-0 contro l'Excelsior. Un mese dopo ha realizzato anche la sua prima rete in campionato, in occasione dell'incontro vinto per 2-0 contro il Volendam.
Nella stagione 2023-2024 passa in prestito al FC Cartagena, dove gioca per 6 mesi trovando spazio a gara in corso, proprio per questo motivo si interrompe il prestito per farlo trasferire al Rio Ave fino al termine della stagione. Il 25 febbraio 2024 trova il gol che sblocca il match contro lo Sporting Lisbona, partita terminata sul risultato di 3-3. Al termine della stagione fa rientro al Fortuna Sittard.

### Nazionale
Ha giocato nelle nazionali giovanili portoghesi Under-16, Under-17, Under-18 ed Under-19.

## Statistiche

### Presenze e reti nei club
Statistiche aggiornate al 23 novembre 2024.
| Stagione               | Squadra                | Campionato             | Campionato | Campionato | Coppe nazionali | Coppe nazionali | Coppe nazionali | Coppe continentali | Coppe continentali | Coppe continentali | Altre coppe | Altre coppe | Altre coppe | Totale | Totale |
| Stagione               | Squadra                | Comp                   | Pres       | Reti       | Comp            | Pres            | Reti            | Comp               | Pres               | Reti               | Comp        | Pres        | Reti        | Pres   | Reti   |
| ---------------------- | ---------------------- | ---------------------- | ---------- | ---------- | --------------- | --------------- | --------------- | ------------------ | ------------------ | ------------------ | ----------- | ----------- | ----------- | ------ | ------ |
| 2018-2019              | Benfica B              | LdH                    | 3          | 0          |                 | -               | -               |                    | -                  | -                  |             | -           | -           | 3      | 0      |
| 2019-2020              | Benfica B              | LdH                    | 9          | 2          |                 | -               | -               |                    | -                  | -                  |             | -           | -           | 9      | 2      |
| 2020-2021              | Benfica B              | LdH                    | 16         | 0          |                 | -               | -               |                    | -                  | -                  |             | -           | -           | 16     | 0      |
| 2021-2022              | Benfica B              | LdH                    | 31         | 4          |                 | -               | -               |                    | -                  | -                  |             | -           | -           | 31     | 4      |
| Totale Benfica B       | Totale Benfica B       | Totale Benfica B       | 59         | 6          |                 | -               | -               |                    | -                  | -                  |             | -           | -           | 59     | 6      |
| 2022-2023              | Fortuna Sittard        | ED                     | 27         | 3          | CO              | 1               | 0               |                    | -                  | -                  |             | -           | -           | 28     | 3      |
| lug.-set. 2023         | Fortuna Sittard        | ED                     | 0          | 0          | CO              | 0               | 0               |                    | -                  | -                  |             | -           | -           | 0      | 0      |
| set. 2023-gen. 2024    | FC Cartagena           | SD                     | 16         | 0          | CR              | 2               | 0               |                    | -                  | -                  |             | -           | -           | 18     | 0      |
| gen.-giu. 2024         | Rio Ave                | PL                     | 14         | 1          | CP+CdL          | -               | -               |                    | -                  | -                  |             | -           | -           | 14     | 1      |
| 2024-2025              | Fortuna Sittard        | ED                     | 2          | 0          | CO              | 0               | 0               |                    | -                  | -                  |             | -           | -           | 2      | 0      |
| Totale Fortuna Sittard | Totale Fortuna Sittard | Totale Fortuna Sittard | 29         | 3          |                 | 1               | 0               |                    | -                  | -                  |             | -           | -           | 30     | 3      |
| Totale carriera        | Totale carriera        | Totale carriera        | 118        | 10         |                 | 3               | 0               |                    | -                  | -                  |             | -           | -           | 121    | 10     |